# Univerbatie
Univerbatie is het verschijnsel dat een bepaalde collocatie verandert in iets dat als een enkel woord wordt beschouwd. Dit is een proces in de taal dat eeuwen kan duren en meestal gepaard gaat met andere verschijnselen zoals enclise en proclise. Univerbatie is meestal ook een vorm van grammaticalisatie.

## Nederlands
Parallelle voorbeelden in het Nederlands zijn alsjeblieft en alstublieft. Dit zijn de verkorte vormen van als het je belieft en als het u belieft. Ook tenzij verscheen in het Middelnederlands nog als het en si (tegenwoordig zij het niet).

## Frans
Voorbeelden van univerbaties in het Frans zijn de woorden bonheur ("geluk") en malheur ("ongeluk"). Het tweede lid van deze samenstellingen gaat niet terug op het Franse woord heure ("uur"), maar op heur, een oud-Frans woord dat "geluk" betekent.

## Morfologie
Ook op morfologisch vlak kan zich univerbatie voordoen, waarbij meestal een nieuw woordparadigma gecreëerd wordt. Zo zijn volgens sommige historisch taalkundigen de verledentijdsvormen van zwakke werkwoorden (bijvoorbeeld zoogde/zoogden en miste/misten) ontstaan uit een samensmelting van de infinitief van deze werkwoorden met de verledentijdsvormen van het hulpwerkwoord doen, die in de loop van de tijd afsleten tot de uitgangen -de/-te.